# Remigius von Auxerre
Remigius von Auxerre, lateinisch: Remigius Autissiodorensis, französisch: Remi d’Auxerre (* um 841 in Burgund; † um 908) war ein Benediktinermönch, Lehrer und Verfasser von Kommentaren zur Bibel und antiken Texten.

## Leben
Remigius war in der Abtei Saint-Germain d’Auxerre Schüler des Heiricus von Auxerre und unterrichtete dort als dessen Nachfolger. In Reims organisierte er im Auftrag des Erzbischofs Fulco von Reims die dortige Domschule neu. Nach dessen Tod setzte er in Paris sein Lehramt fort. Zu seinen Schülern gehörte Odo von Cluny.

## Werke

### Überblick
Sein umfangreiches Werk beschäftigt sich einerseits mit den Werken der lateinischsprachigen Antike:
- Kommentare zu Werken der Grammatik, insbesondere die ars minor und ars maior des Aelius Donatus,
- Kommentare zu antiken, literarischen Werken, z. B. das Commentum in Martianum Capellam,
- ein Kommentar zu De Consolatione Philosophiae des Boethius,
- Auszüge aus dem Werk des Valerius Maximus,

Andererseits verfasste er aber auch Schriften zur Bibelexegese und Dogmatik.

### Commentum in Martianum Capellam
De nuptiis Philologiae et Mercurii ist ein spätantikes Werk des Martianus Capella. Es enthält Fachvorträge über die sieben Disziplinen der Artes liberales. Darüber hinaus wird in der „Rahmenhandlung“, der Hochzeit von Philologie und Merkur ein umfangreiches Bild der antiken Mythologie und Philosophie entworfen.
Remigius von Auxerre erstellte für den Schulbetrieb einen ausführlichen Kommentar dieser Schrift. Er benutzte dazu die früheren Kommentare des Johannes Scottus Eriugena und des irischen Mönches Dunchad. Aber auch andere Quellen wurden herangezogen. Er zitierte zahlreiche antike Schriftsteller, wie Horaz, Marcus Terentius Varro, Cicero und benutzte andere wie Plinius ohne Namensnennung.
Das Werk ist ungewöhnlich umfang- und inhaltsreich. Schon die zugrunde liegende Schrift des Martianus Capella gliedert sich in 1000 Abschnitte und ist in der Ausgabe von Adolfus Dick 533 Seiten mit etwa je 20 Zeilen pro Seite lang. Fast zu jeder Seite hat Remigius von Auxerre mehrere Erläuterungen verfasst. Diese reichen von kurzen, einfachen Wortsynonymen bis zur fast seitenlanger Erklärung. Der Index, der die wichtigsten behandelten und erwähnten Begriffe, wie griechische Götter und Helden, Geographisches, Sternbilder, Kirchenväter usw. auflistet, umfasst zirka 900 Einträge.
In den ersten 2 Büchern schildert Martianus Capella das Umfeld des Brautpaares. Remigius erläutert die griechischen Götterwelt, die neuplatonische Philosophie, orientalische Mystik usw. Nur an wenigen Stellenkontrastiert er die pagane Welt mit christlichen Aussagen. Z.B. schließt er die philosophischen Überlegungen Buch II, 76.14 ab mit:

“hoc pertinet quod Apostolus dicit: ‚Pax Dei, quae exsuperat ommnem sensum‘ […]”

„dazu gilt, was der Apostel sagt: ‚Der Friede Gottes, der alle Vernunft übersteigt‘ […]“

Die folgenden Bücher stellen jeweils ein Gebiet der Artes liberales dar. In Buch IX über die Musik werden mehrere Thematiken der antiken griechischen Musiktheorie dargelegt. Der Autor kommt aber bis in seine Gegenwart. Die Beschreibung der Intervalle (Buch IX, 496.18 – 497.9) wird durch Chorbeispiele verdeutlicht, etwa der Diatessaron (= Quarte) durch den Introitus Tibi dixit cor meum.
Das Werk hat die übrigen Kommentare zum Buch des Martianus Capella verdrängt und im Mittelalter eine führende Stellung eingenommen.

## Textausgaben
- Remigii Autissiodorensis Commentum in Martianum Capellam, hg. von Cora E. Lutz, 2 Bde., Leiden 1962–1965.
- Expositio super Genesim, hg. von Burton Name van Edwards (Corpus Christianorum, Continuatio Mediaevalis 136), Turnhout 1999.